# Bambui
Cet article concerne la commune camerounaise. Pour la commune brésilienne, voir Bambuí.
Bambui est une localité du Cameroun, située dans l'arrondissement (commune) de Tubah, le département du Mezam et la Région du Nord-Ouest. C'est aussi le siège d'une chefferie traditionnelle de 2e degré.

## Histoire
Le 30 octobre 2018, lors de la crise anglophone au Cameroun, un missionnaire américain est tué dans la localité. 

## Population
Lors du recensement de 2005, on a dénombré 3 373 habitants à Bambui proprement dit et 5 071 dans le canton du même nom.
On y parle notamment le bambili-bambui, une langue des Grassfields.

## Forêts sacrées
Bambui est le siège de deux forêts sacrées gérées par les Bamiléké. La plus grande d'entre elles, de 3 000 ha, est une forêt dense censée abriter les ancêtres ; elle est aussi utilisée comme point d'eau. La seconde, d'une superficie de 1,5 ha, est une forêt réservée à l'initiation.

## Religion
En 1973 le Grand séminaire Saint-Thomas d'Aquin est ouvert à Bambui. Il est fréquenté notamment par Dieudonné Bogmis, futur évêque d'Éséka.

### Filmographie
- Femmes et hommes en milieu rural camerounais : rôles, tâches et responsabilités, film documentaire de Margaret Fombe Fube, 1995, 26 min (tourné à Bambili et Akum)